# Kristýna Piňosová
Kristýna Piňosová (* 23. listopadu 2005 Prostějov) je česká jachtařka, členka Českého svazu Jachtingu, a od roku 2024 reprezentantka České republiky v olympijské lodní třídě iQFoil (v seniorské kategorii). V roce 2023 se stala juniorskou mistryní světa a juniorskou mistryní Evropy.

## Sportovní kariéra
Začínala v roce 2012 (v 7 letech) v lodní třídě Optimist, následovala lodní třída Techno 293, juniorská třída iQFoil Youth a seniorská olympijská třída iQFoil. Kristýna Piňosová je členkou brněnského týmu jachtingu TJ Rapid Brno.
Jejími trenéry v průběhu závodní kariéry byli Milan Hájek, Karel Lavický, Jan Skřepek a Andrea Piňosová. Současným trenérem je Carlo Ciabatti.
V rámci seniorské kategorie se v dubnu 2024 zúčastnila olympijské kvalifikace na Letní olympijské hry 2024 v Paříži. Českou republiku na OH 2024 v Paříži nereprezentovala, ale podle jednoho z trenérů Milana Hájka, se soustředí na přechod do seniorské reprezentace a na kvalifikaci na Letní olympijské hry 2028 v Los Angeles.

### Úspěchy
V říjnu 2023 získala zlatou medaili a stala se mistryní Evropy na Juniorském mistrovství Evropy ve windsurfingové třídě iQFoil Youth (do 19 let). Mistrovství Evropy se konalo v Lago di Garda v Itálii ve dnech 22.–25. října 2023.
V prosinci 2023 získala zlatou medaili a stala se mistryní světa na Juniorském mistrovství světa v jachtingu v Brazílii. To se konalo ve dnech 8.–16. prosince 2023 ve městě Armação dos Búzios ve spolkovém státě Rio de Janeiro. Závodila v lodní třídě iQFoil Youth.
V letech 2022 a 2023 se stala vítězkou české ankety Jachtař roku.
Od roku 2017 získala řadu ocenění s umístěním na předních místech domácích i mezinárodních soutěží a mistrovství. Například:
- 1. místo v kategorii mladší žačky Pohár ALT Q 2017,
- 2. místo v kategorii dívky U15 Český pohár 2018,
- 1. místo na Mezinárodním mistrovství ČR Slalom BIC (Techno 293) Viganj, Chorvatsko 2019,
- 1. místo na Mistrovství ČR Techno 293 Velké Dářko 2021,
- 3. místo na Mistrovství Evropy Juniorů Slalom U17-dívky Neusiedlersee, Rakousko 2021,
- 1. místo na iQFoil Games juniorky, Torbole Garda, Itálie 2022,[16]
- 4. místo na Juniorské mistrovství Evropy (iQFoil Youth) Brest, Francie 2022,
- 5. místo na Juniorském mistrovství světa (iQFoil Youth) Silvaplana, Švýcarsko 2022,
- 5. místo na závodě světové série olympijské třídy iQFoil ženy Hyeres, Francie 2023,[17]
- 3. místo na Juniorském mistrovství světa U19 (iQFoil Youth), Cadiz, Španělsko 2023,[18]
- 1. místo na Juniorském mistrovství Evropy U19 (windsurfing iQFoil Youth), Lago di Garda, Itálie 2023,[6][7]
- 1. místo na Juniorském mistrovství světa (jachting iQFoil Youth), Armação dos Búzios, Brazílie 2023.[8][9][10]

## Soukromý život
Narodila se v roce 2005 v Prostějově. K jachtingu ji přivedla matka Andrea Piňosová, která sama závodila v jachtingu v lodní třídě Optimist. Ve 12 letech (v roce 2017) se Kristýna rozhodla pro závodní windsurfing.
Mezi její záliby patří plavání, sjezdové lyžování, cyklistika a běh. Jejím cílem po maturitě (2025) je studium vysoké školy, stejně jako pokračování v závodní a reprezentační činnosti ve windsurfingu a účast na zahraničních i domácích závodech. Na windsurfingu ji podle svých slov baví adrenalin a rychlost.
V roce 2025 maturovala a ukončila víceleté studium na Gymnáziu Jiřího Wolkera v Prostějově.